# Sepedonophilus attemsii
Sepedonophilus attemsii är en mångfotingart som först beskrevs av Karl Wilhelm Verhoeff 1925.  Sepedonophilus attemsii ingår i släktet Sepedonophilus och familjen storjordkrypare. Inga underarter finns listade i Catalogue of Life.